# Angelo Panzini
Angelo Panzini (Lodi, 22 novembre 1820 – Milano, 27 febbraio 1886) è stato un compositore e flautista italiano.

## Biografia
Iniziò lo studio della musica e del flauto con Gaetano Corticelli e si diplomò a Milano con Giuseppe Rabboni.
Prolifico compositore e soprattutto instancabile “parafrasatore” di opere liriche ottocentesche, curò l'accompagnamento pianistico degli studi op. 31 di Giulio Briccialdi e di alcune parafrasi operistiche di Emanuele Krakamp. È da ricordarsi anche come compositore di musiche di ispirazione risorgimentale e patriottica.
Fu professore di armonia al Conservatorio di Milano.
La maggior parte della sua musica, pubblicata dagli editori milanesi Domenico Vismara, Martinenghi, Tito Ricordi, Francesco Lucca, Ribolzi, De Giorgi, Pigna&Rovida, Giovanni Canti e dai torinesi Cattaneo e Giudici&Strada, è conservata nella biblioteca del conservatorio “Verdi” di Milano.

## Composizioni

### Musica vocale

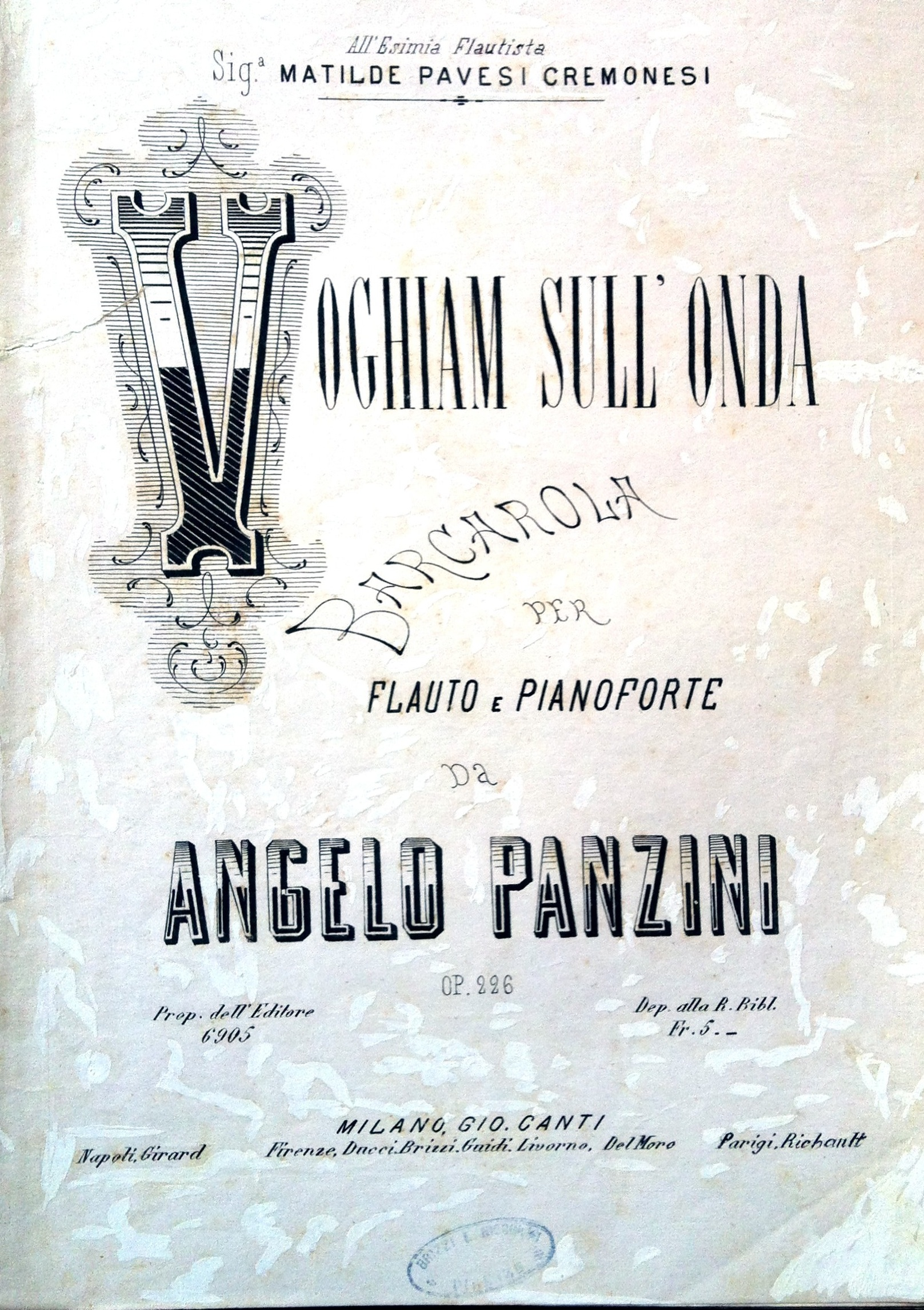
Frontespizio dell'edizione milanese di Giovanni Canti della Barcarola "Voghian sull'onda" di Angelo Panzini (Collezione 'Daini Bixio')

- “Salve maria”, preghiera a 3 voci con accompagnamento d'Organo
- Ah se tu fossi meco! barcarola per canto con accomp.o di pianoforte
- Alla melanconia, romanza notturno; parole di N. Lenau
- Alta è la note, serenata per tenore o soprano in chiave di Sol con accomp.to di pianoforte
- Anacreontica per tenore con accompagnamento di pianoforte
- Ave Maria posta in musica per soprani e contralti con acc.to di pianoforte; ridotta per fisarmonica e pianoforte
- Canzone bacchica “Nel bicchier spumeggi il vino” per coro a tre voci (tenori e bassi) con accompagnamento di pianoforte ad libitum; parole del prof. Roncaglia
- Dichiarazione, strofe di A. Ghislanzoni poste in musica per voce di baritono con accomp.to di pianoforte
- Donna gentil, melodia per mezzo-soprano o baritone; parole di Angelo Casati
- Gli Amanti spagnuoli, duetto per soprano e basso bar.le con accomp. di Pianoforte op. 241; parole di Marco Marcellom
- I Pellegrini d'amore, duetto; parole di M. Marcello
- Il Bivacco del bersagliere, canzone per voce di basso con accomp.to di pianoforte parole di Peruzzini
- Il brindisi, canzone per voce di Basso con coro ed accomp.° di pianoforte
- Il Cavaliere errante e la zingarella, duetto per soprano e basso con accomp.o di pianoforte; poesia di M. Marcello
- Il Desio, barcarola per voce di tenore in chiave di Sol con accomp.to di pianoforte
- Il Lanciero, ballata di G. Peruzzini posta in musica per voce di basso con accomp. di pianoforte
- Il Nome di Maria, inno composto per soprani e contralti
- Impressioni milanesi, composizioni per canto con accompagnamento di pianoforte
- In burrasca, canto drammatico per soprano o tenore trascritto in chiave di Violino e Basso con accompagnamento di Pianoforte
- Invocazione all'Angelo Custode, preghiera composta per soprani e contralti con acc.to di pianoforte
- Io t'ho perduta! romanza per baritono parole di G. Peruzzini
- Kyrie a 5 voci con accomp: to di Pf ad libitum (20 agosto 1879)
- L'Amorosa preghiera, romanza per mezzo soprano o baritone; parole di A. Maffei
- La moglie del pescatore, poesia di Pietro Rotondi ed allo stesso dedicata in segno di stima e d'amicizia
- La Partenza, canzonetta per tenore e orchestra
- La Sera, poesia di Moor; traduz. di A. Maffei
- Le Rimembranze d'amore; terzetto di camera per due tenori e basso con accompagnamento di pianoforte
- Lo Spasimante notturno, scena buffa per basso con accompagnamento di pianoforte; parole di M. M. Marcello
- Omaggio a Rossini, cantata in partitura completa più l'accompagnamento del pianoforte; parole del Professore G. Marchini
- Quand'ei s'appressa, arietta parole di D. Santabrogio
- Sei ariette con accomp.° di pianoforte
- 24 solfeggi per 2 e 3 voci di soprano e contralto con acc. di pianoforte
- Viva l'amore, ballata per voce di basso con accomp.to di pianoforte; parole di G. Peruzzini
- Vorrei saper..., romanza alla esimia artista Signora Diana Baggi

### Composizioni patriottiche
- A Roma capitale d'Italia, inno nazionale parole di F.R.
- Alla bella e gloriosa Milano, inno-marcia composta e trascritta per pianoforte
- Canti della redenzione italiana composti per banda e coro: n. 3 “Inno alla Vitoria”
- Concordia e libertà, marcia per pianoforte
- Daniele Manin morente, canto patetico per baritono con accompagnamento di pianoforte
- Fuori lo straniero!!!, galop per pianoforte
- Garibaldina, marcia dein cacciatori delle Alpi per pianoforte
- In morte di Silvio Pellico, fantasia elegiaca per piano-forte
- La Battaglia di Magenta, marcia per pianoforte
- La Battaglia di Solferino, fantasia caratteristica per pianoforte
- La Marsigliese, celebre canto nazionale dei francesi liberamente trascritto per pianoforte
- Omaggio del cuore ai prodi liberatori d'Italia, pensiero melodico per pianoforte
- Si scopron le tombe, si levano i morti, inno di Garibaldi brevemente illustrato e trascritto per pianoforte
- Il Risorgimento, allegro marziale per pianoforte

### Musica originale per pianoforte/i
- 6 marce funebri
- Al sommo Rossini gloria immortale d'Italia, pensiero musicale, op. 134
- Album per il Carnovale 1852, raccolta di Valzer, Galop, Schottisch, Polke, Mazurke, ecc. ed altri balli da sala, per Piano-Forte dei più rinomati autori
- Allegro appassionato,
- Amabilità, schottische per piano-forte
- Amor e costanza, pensiero melodico per pianoforte
- Amore e Psiche, duetto senza parole composto per pianoforte
- Angelo o demone?, valzer e galop per pianoforte
- Bice e Laura, due melodie
- Danza trionfale, pensiero brillante per pianoforte
- Diavoletto-galopp per pianoforte
- Duolo e letizia, andante ed allegro brillante
- Elegia, per pianoforte alla cara ed onoranda memoria di Paolo Gorini
- Elvira, pensiero melodico per pianoforte, op. 243
- Esultanza, marcia per pianoforte
- Fantasia elegiaca per pianoforte
- Farfallina, Allegretto scherzoso per pianoforte
- Fiorelli del campo, quattro pezzi eleganti per pianoforte di op.122
- Fiori di memoria pei giovani studiosi del pianoforte, sei pezzi originali, brevi ed eleganti
- Gran marcia festiva per pianoforte a quattro mani
- I Sogni del travagliato, notturno per pianoforte
- I sogni dell'aurora, pensiero sentimentale per pianoforte
- Il 17 novembre, elegia per pianoforte
- Il Bacio, polka salon per pianoforte
- Il Bottone di rosa, divertimento per pianoforte sopra un tema favorito originale
- Il Buon umore, walzer brillante per pianoforte

Il Carnovale dell'infanzia, album per piano-forte contenente sei pezzi brillanti per ballo
Il Dolore, notturno per pianoforte
Il Poeta morente, fantasia per pianoforte
- Il Primo palpito, melodia per pianoforte
- Il Ritorno alla montagna, scena pastorale in forma di breve sonata per pianoforte
- Il Ritorno del guerriero, introduzione e polacca per pianoforte
- Il Vulcano, rondò galopp per pianoforte
- Immagini di giovinezza, fantasia per pianoforte
- Impressioni campestri, fantasia per pianoforte
- Inno marcia; trascrizione dell'autore per due pianoforti a otto mani
- L'Addio, mazurka per pianoforte
- L'Affetto, melodia per pianoforte
- L'Afflizione, il Bramato ritorno, 2 studi per pianoforte
- L'Aurora del pianista, pezzi brevi e facilissimi composti sopra i più favoriti temi italiani e preceduti da scale, cadenze o preludi per utilità e diletto dei principianti
- L'Estrema preghiera, pensiero melanconico per pianoforte
- L'Ora del convegno, notturno-capriccio per pianoforte
- La Baccante, scherzo brillante per piano-forte
- La Bella battelliera, pensiero caratteristico per pianoforte
- La Bella italiana, allegretto brillante per pianoforte
- La Campagnola, divertimento per pianoforte
- La Cetra lombarda, album contenente otto pezzi originali per pianoforte
- La Danza delle Cenchi, scherzo arabo-turchesco per pianoforte
- La Festa del lavoro, ricordo dell'esposizione di Milano 1881, gran *Marcia per pianoforte a 4 mani
- La Gioventù di Euterpe, sonatine per piano-forte a quattro mani nell'estensione di cinque note onde procurare a tutte le dita l'egual grado di forza ed indipendenza
- La Lune de miel, valses pour le piano
- La Maliarda, capriccio per pianoforte
- La Milanese, polka-mazurka per pianoforte
- La partenza del pescatore, barcarola per pianoforte
- La Solitudine, notturno per pianoforte
- La Stella della sera, notturno per pianoforte
- La Viola del pensiero, pensiero variato per pianoforte
- Lagrime solitarie, notturno per pianoforte
- Le gioie d'Euterpe, divertimento per pianoforte a quattro mani
- Le Gioie del pianto, notturno per pianoforte
- Marcia festiva per pianoforte
- Messina, marcia per pianoforte
- Oriele, melodia per pianoforte dedicata Luigi Cetti
- Palermo, marcia per pianoforte
- Pazzarella, polka-salon per pianoforte
- Polka salon per pianoforte
- Preghiera del mattino e sveglia generale, per pianoforte a quattro mani
- Profumo d'amore, melodia per pianoforte
- Ricordanze autunnali, 4 pezzi per pianoforte a quattro mani (“impression di S. Miro”, “Nel bosco”, “Sul lago”, “Sul prato”)
- Ricreazione napoletana, capriccio caratteristico per pianoforte
- Ricreazioni geniali, sei pezzi caratteristici, album per pianoforte
- Rimembranze dei francesi in Lombardia, fantasia caratteristica per pianoforte
- Rimembranze del Verbano, fantasia caratteristica per pianoforte
- Saggi pianistici, n.1. La grazia n.2. L'energia n.3.L'espressione
- Sentimentale, polka mazurka per pianoforte
- Serenata castigliana, Capriccio brillante e caratteristico per pianoforte
- Serenata siciliana, fantasia caratteristica per pianoforte
- Simpatia e Gardenia, polke mazurke per pianoforte
- Soavi e meste ricordanze, due notturni per pianoforte
- Soavità, per pianoforte
- Sul mare, barcarola per pianoforte
- Suoni di gioia, divertimento brillante in forma di valzer, op. 238
- Suoni di letizia, allegretto brillante per pianoforte
- Suoni festosi dell'Adda, walzer per pianoforte
- Tre gigli, piccolo divertimento per pianoforte a sei mani, op.5
- Un Fiore della vita, notturno per pianoforte, "Tu l'angelo sei cui l'egra mia vita commise il Signor" di G. Carcano
- Un mesto ricordo, capriccio romantico per pianoforte
- Un Pensiero a Lodi, melodia per pianoforte
- Un Quarto di luna, polka umoristica per pianoforte
- Una Cara immagine, melodia per pianoforte
- Una Cara rimembranza, breve fantasia per pianoforte
- Una Gita campestre, pensiero caratteristico per pianoforte a quattro mani
- Una Gita sul lago, notturno caratteristico per pianoforte
- Una Lieta speranza, capriccio brillante per pianoforte
- Vezzosa, Pensiero variato per pianoforte
- 3 raccolte di marce per pianoforte

### Musica da camera

#### Composizioni originali per flauto/i e pianoforte
- 3 Divertimenti per flauto con accomp.to di pianoforte
- 3 romanze,: la mestizia, la calma, la corrispondenza
- Album contenente sei pezzi caratteristici,: 1.La gioia. 2.L'esule. 3.Una notte di Venezia. 4.La zingarella spagnola. 5.L'oblio. 6.La primavera
- Album pour flûte avec accompagnement de Piano, n.1-2
- Divertimento per flauto e pianoforte
- Essenza di gelsomino, valzer per pianoforte e flauto
- I Fiori di Tersicore, 3 Polke per pianoforte e flauto
- Il Colloquio, mazurka,
- Passatempi musicali: tre pezzi caratteristici, (“Il primo amore”, “Il lament della derelitta”, “L'angelo della notte”)
- Pensiero elegiaco
- Per sempre!, pensiero romantico per flauto e pianoforte concertanti, op. 248
- Un Giorno felice, divertimento in forma di valzer,, op.225
- Voghiam sull'onda, barcarola,, op.226

#### Composizioni con fisarmonica e/o Harmoniflute
- Variazioni per harmoniflute con accomp.° di pianoforte nell'opera “Norma” di Bellini

Rimembranze belliniane: pezzi brillanti per harmoniflute solo con pedale e per harmoniflute con accomp.to di pianoforte (“La Sonnambula”, “Beatrice di Tenda”, I Capuleti”, “Norma”)
- Rimembranze dell'opera “La Favorita” del celebre Donizetti, per fisarmonica e pianoforte
- Grande suonata per pianoforte e fisarmonica
- Viaggio al S. Bernardo, fantasia caratteristica per pianoforte e fisarmonica
- Un Fiore di primavera, allegretto grazioso per pianoforte e fisarmonica
- La Separazione, notturno sentimentale per pianoforte e fisarmonica
- Suonata concertante in re minore, per pianoforte e fisarmonica od harmonium
- La Settimana armonica, sette notturni per due flauti, fisarmonica e pianoforte
- Album per pianoforte e fisarmonica
- Una Rimembranza, fantasia per pianoforte e fisarmonica
- Divertimento in forma di sinfonia alla Settimena armonica, per due flauti, fisarmonica e pianoforte
- Serate del Lario, 6 pezzi concertanti per pianoforte e fisarmonica (Ballata, Il brindisi, Giocondità, La religiosa, La riconciliazione, Rimembranza melanconico)
- Il Canto del vate, melodia per fisarmonica od harmonium e pianoforte
- Amore tranquillo, notturno per fisarmonica e pianoforte

#### Altre formazioni cameristiche
- Contemplazione, romanza senza parole per violino con accompagnamento di pianoforte
- Rimembranze dell'opera La Straniera di Bellini, fantasia per corno inglese e pianoforte concertanti
- Gran duetto per due flauti
- Divertimento per Flauto e Oboe
- Divertimento per Corno da caccia composto e dedicato ad Andrea Siola alunno dell'I.o C.o di Musica in Milano
- I Folletti, duettino per due violini (violoncello ad libitum) con accompagnamento di pianoforte
- L'Abboccamento, duettino per due violini (violoncello ad libitum) con accomp.to di pianoforte
- Trios per flauto, violino e pianoforte
- Duetto per arpa e pianoforte omaggio alle gentili arpiste del R.° Conservatorio di Milano
- Tre Divertimenti per Violini, Viole, Violoncello, Flauto, Pianoforte e Basso
- Album per violino e pianoforte, trovasi anche per flauto e pianoforte; la parte del pianoforte è trascritta da G. Menezzi
- La Solitudine, romanza sentimentale di Durand trascritta per flauto o corno inglese con accomp.to di pianoforte
- Rose di giovinezza, valzer, polka, Mazurka e schottich, per due flauti, clarinetto e pianoforte

### Parafrasi, fantasie, rimembranze operistiche

#### Per pianoforte/i
- Divertimento per pianoforte a sei mani sopra motivi dell'opera “Nabuccodonosor” del M.° Verdi
- Divertimento sopra motivi dell'opera “La figlia del Reggimento” di Donizetti
- Due fantasie sopra i più favoriti motivi dell'opera “Ione” di Petrella
- Fantasia brillante per pianoforte concertati, sopra motivi dell'opera “L'Africana” di Meyerbeer
- Fantasia brillante sopra motivi dell'opera “Giuditta” del M.°Peri
- Fantasia brillante sopra motivi dell'opera il “Trovatore” del Cavaliere Verdi
- Fantasia sopra le più favorite melodie dell'opera “L'Ebreo” del Maes.° G. Apolloni
- Fantasia sopra motivi favoriti dell'opera “Vittore Pisani” del M.° Peri
- Fantasia sopra un tema favorito dell'opera “Simon Boccanegra” di Verdi
- Fantasia su motivi dell'opera “Jone” del M.°Errico Petrella, op. 121
- Flora musicale, raccolta di melodie d'opere teatrali moderne liberamente trascritte nello stile elegante per pianoforte (n. 7 “Il Poliuto” di Donozetti, n. 8 il nuovo “Mosè” di Rossini)
- “La Traviata” di Verdi, melodia variata per pianoforte
- Le Stelle musicali italiane, sei divertimenti per pianoforte a quattro mani op. 140 (“Crispino e la Comare” del M° Ricci, “Elixir d'amore” del M° Donizetti, “Giovanna d'Arco” del M° Verdi, “Guglielmo Tell” del M° Rossini, “Il Pirata” del M° Bellini)
- Notturno per pianoforte sopra il canto del gondoliero nell'”Otello” del celebre Rossini
- Rimembranza dell'opera “Il Bravo” del M.°S. Mercadanti, notturno per pianoforte
- Rimembranze dell'opera “L'Africana” di Meyerbeer, per pianoforte a 4 mani
- Rimembranze rossiniane, Divertimento brillante sopra motivi delle Opere “Matilde di Shabran” e “La Donna del Lago”
- Seconda fantasia sopra alcune melodie favorite dall'opera “Il Trovatore” del M.o Cav.e G. Verdi

#### Per flauto e pianoforte
- “Un Ballo in maschera” del celebre cav.e Giuseppe Verdi: fantasia brillante per flauto e pianoforte concertanti
- Divertimento concertante sopra motivi dell'opera “L'Africana” del M.° Meyerbeer
- Divertimento per flauto con acc.to di Piano-forte composto sopra melodie favorite dell'opera “Nabucco” di Verdi, op.28
- Divertimento per flauto con accompagnamento di pianoforte sopra alcuni motivi dell'opera “Lucia di Lammermoor”
- Duetto brillante per flauto e pianoforte concertanti sopra motivi della “Traviata” di Verdi
- Duetto concertante, sopra motivi dell'opera “Giovanna de Guzman” di Verdi
- Duetto concertante sopra motivi dell'opera “Faust” di C. Gounod
- Duetto concertante sopra motivi dell'opera “Giovanna de Guzman” (I Vespri Siciliani) di Verdi
- Duetto concertante sopra motivi dell'opera “La Favorita” di Donizetti
- Duetto concertante sopra motivi favoriti dell'opera “Jone” del M.° Errico Petrella, op.120
- Fantasia brillante per flauto e pianoforte concertanti sopra favoriti motivi dell'Opera “Don Pasquale” del celebre Donizetti op. 227
- Fantasia brillante per flauto e pianoforte concertanti sopra motivi dell'opera “Luisa Miller” del celebre M.°Verdi
- Fantasia brillante per flauto e pianoforte concertanti sopra motivi dell'opera “Michele Perrin” di Cagnoni
- Fantasia per flauto e pianoforte concertanti sopra motivi dell'opera “I due Foscari” del M.° Verdi, op. 7
- Fantasia per pianoforte e flauto concertanti, sopra motivi favoriti dell'opera “Ernani” di Verdi, op. 228
- Fantasia per pianoforte e flauto, composta sopra motivi dell'opera “L'Ebrea” di Halevy
- Fantasia sopra motivi favoriti dell'Opera “La Straniera” dell'immortale Bellini, concertanti op. 242
- “Saffo” del cav. Pacini, fantasia per flauto e pianoforte concertanti
- Terzetto per due flauti e pianoforte concertanti sopra alcuni motivi dell'opera “Attila” di Verdi